# 不义管家的比喻
不义管家的比喻（英語：Parable of the Unjust Steward）是《新约圣经》中《路加福音》第16章第1-12节记载的一个耶稣的比喻。在这个比喻中，一名将要被解雇的管家为自己日后考虑，用减免债务的办法来讨好欠债者。

## 圣经译文
|                                        | 耶稣又对门徒说，“有一个财主，他有一个管家，有人向他控告这人挥霍主人的财物。主人叫管家来，对他说，‘我所听到关于你的事，是怎么样？把你管家职分的账目交代清楚，因你不能再作管家了。’那管家心里说，主人要撤去我的管家职分，我该作什么才好？锄地吧，无力；讨饭吧，怕羞。我知道该怎么作，好叫人在我被撤去管家职分之后，可以接我到他们家里去。于是把欠他主人债的，一个一个的叫了来，问头一个说，你欠我主人多少？他说，一百篓油。管家说，拿你的账，快坐下写五十。又问另一个说，你欠多少？他说，一百石麦子。管家说，拿你的账写八十。主人就夸奖这不义的管家作事精明；因为今世之子对待自己的世代，比光明之子更加精明。我又告诉你们，要藉着那不义的钱财，为自己结交朋友，到了钱财无用的时候，他们可以接你们到永远的帐幕里去。在最小的事上忠信的，在许多事上也必忠信；在最小的事上不义的，在许多事上也必不义。你们若是在不义的钱财上不忠信，谁还把那真实的信托你们？你们若是在别人的东西上不忠信，谁还把你们自己的东西给你们呢？一个仆人不能事奉两个主．不是恶这个爱那个、就是重这个轻那个．你们不能又事奉 神、又事奉玛门。 |
| ——《路加福音》第16章第1-13节（和合本） | |

|                                        | 耶穌又對門徒們說：「曾有一個富翁，他有一個管家；有人在主人前告發這人揮霍了主人的財物。主人便把他叫來，向他說：我怎麼聽說你有這樣的事？把你管理家務的帳目交出來，因為你不能再作管家了。那管家自言自語道：主人要撤去我管家的職務，我可做什麼呢？掘地罷，我沒有氣力；討飯罷，我又害羞。我知道我要做什麼，好叫人們，在我被撤去管家職務之後，收留我在他們家中。於是，他把主人的債戶一一叫來，給第一個說：你欠我主人多少？那人說：一百桶油。管家向他說：拿你的賬單，坐下快寫作五十。隨後，又給另一個說：你欠多少？那人說：一百石麥子。管家向他說：拿你的賬單，寫作八十。主人遂稱讚這個不義的管家，辦事精明：這些今世之子應付自己的世代，比光明之子更為精明。我告訴你們：要用不義的錢財交結朋友，為在你們匱乏的時候，好叫他們收留你們到永遠的帳幕裏。在小事上忠信的，在大事上也忠信；在小事上不義的，在大事上也不義。那麼，如果你們在不義的錢財上不忠信，誰還把真實的錢財委托給你們呢？如果你們在別人的財物上不忠信，誰還把屬於你們的交給你們呢？沒有一個家僕能事奉兩個主人的：他或是要恨這一個而愛那一個，或是要依附這一個而輕忽那一個：你們不能事奉天主而又事奉錢財。」 |
| ——《路加福音》第16章第1-13节（思高本） | |